# Gestellungsbefehl
Gestellungsbefehl ist die veraltete Bezeichnung für die amtliche Aufforderung, sich zum Militärdienst zu stellen.
Der Begriff „Gestellung“ wird außerhalb des militärischen Kontextes in der Amtssprache auch verwendet für die Bereitstellung zu einem bestimmten Zweck, beispielsweise in § 12 Abs. 1 AWV oder für die Zurverfügungstellung von Personal. Im Dritten Reich ergingen Gestellungsbefehle auch bei der Rekrutierung zur Zwangsarbeit.
In der Bundeswehr wird der Begriff nicht mehr gebraucht, der amtliche Begriff lautet bei Wehrpflichtigen Einberufungsbescheid, während Bewerber, die sich freiwillig als Soldat auf Zeit verpflichtet haben, spätestens vier Wochen vor dem Einstellungstermin eine Aufforderung zum Dienstantritt erhalten. Mit dem Aussetzen des Grundwehrdienstes zum 1. Juli 2011 spielen Einberufungsbescheide in der Praxis keine Rolle mehr. Einzig Reservisten erhalten nach wie vor einen Einberufungsbescheid zu einer Wehrübung.
Das österreichische Bundesheer kennt den Begriff der Stellung. Gemäß § 18 Wehrgesetz unterliegen Wehrpflichtige der Pflicht zur Stellung, zu der sie vom zuständigen Militärkommando aufgefordert werden. Taugliche Wehrpflichtige sind zum Präsenzdienst nach den jeweiligen militärischen Interessen mit Einberufungsbefehl einzuberufen (§ 24 Wehrgesetz).